# Noordelijke zadelrug
De noordelijke zadelrug (Philesturnus rufusater) is een zangvogel uit de familie Callaeidae (Nieuw-Zeelandse lelvogels). De soort werd vroeger beschouwd als een ondersoort van de zuidelijke zadelrug.

## Kenmerken
De lichaamslengte bedraagt 25 cm en het gewicht 61 tot 94 gram, het mannetje is gemiddeld 10 cm zwaarder dan het vrouwtje. Deze vogel heeft een zwart verenkleed met een roestbruine bovenkant in de vorm van een zadel. De snavel is iets omlaaggebogen. Bij de snavel hebben ze twee rode, vlezige lellen. De zuidelijke zadelrug verschilt weinig van deze soort. Kenmerkend voor deze noordelijke soort is het ontbreken van een jeugdkleed bij onvolwassen vogels.

## Verspreiding en leefgebied
Deze soort is endemisch in Nieuw-Zeeland op het Noordereiland. In het begin van de 20ste eeuw was er alleen nog een populatie op Taranga, een van de Hen and Chicken-eilanden. Sinds 1964 zijn met door introducties kleine levenskrachtige populaties ontstaan op meer eilanden. In juni 2002 zijn ook op het hoofdeiland in het Karori Wildreservaat vogels geïntroduceerd.

## Status
De noordelijke zadelrug komt nu voor op 12 eilandjes die dankzij intensief natuurbeschermingsbeleid vrij gemaakt zijn van uitheemse roofdieren. De populatie was in 2003 gegroeid tot 6000 vogels en zou verder kunnen groeien tot 19.000 vogels. Echter, de vogels blijven kwetsbaar door hun kleine aantallen en gevoeligheid voor plotselinge, negatieve veranderingen. Daarom staan ze als gevoelig op de Rode Lijst van de IUCN.